# Avengers Assemble: Flight Force
Avengers Assemble: Flight Force è una montagna russa del parco divertimenti francese Parc Walt Disney Studios situato all'interno del resort Disneyland Paris.
Inaugurata nel marzo 2022 all’interno dell'area tematica Avengers Campus, si tratta di un restauro dell'attrazione Rock 'n' Roller Coaster Starring Aerosmith, esistente fino al 2019, ed è ambientata nell'universo degli Avengers, più specificamente di Iron Man, con nuovi treni ispirati alla sua armatura, nuovi animatronici e proiezioni lungo il percorso.
La montagna russa accelera da 0 a 91.7km orari in 2.8 secondi, facendone la seconda attrazione più veloce della Francia.

## Attrazione
Durante la coda di attesa è possibile assistere a un pre-show in cui un animatronico di Iron Man insieme a Captain Marvel, presente in videochiamata sugli schermi, spiegano i dettagli della missione che si sta per affrontare. Una volta saliti sui vagoni, gli ospiti vengono catapultati, grazie a un motore sincrono lineare, a 91.7km/h in 2.8 secondi con un’accelerazione che raggiunge i 5G (ossia circa 5 volte la forza gravitazionale). La corsa prosegue al buio con diverse proiezioni, mentre si viaggia attraverso tre inversioni, tra cui un corkscrew e un sea serpent roll.

### Rock 'n' Roller Coaster Starring Aerosmith(1999-2019)
La prima versione dell'attrazione prevedeva un tema diverso, ispirato alla musica e alla cultura rock con come protagonista il gruppo musicale Aerosmith, difatti durante la corsa gli ospiti venivano trasportati verso il concerto del famoso gruppo sfrecciando a folle velocità per le strade di Los Angeles. Ogni vagone, dotato di un altoparlante, riproduceva diversi famosi brani del gruppo. 
Nel settembre 2019 l'attrazione viene chiusa per permettere i lavori di ristrutturazione.